# آیوی پارک
آیوی پارک (انگلیسی: Ivy Park) شرکت پوشاک ورزشی آمریکایی است، که در سال ۲۰۱۶ تأسیس شد.